# 網走タイムズ
網走タイムズ（あばしりたいむず）は、株式会社網走タイムズ社が北海道網走市を中心とした地域で発行している日刊の地方新聞である。

## 概要
B4判8ページ建て、週6日発行、公称部数3,000部。主に網走市の情報を掲載しているが、隣接する大空町や斜里町の記事が掲載されることがある。

### 創刊の経緯
網走市では1947年から、株式会社網走新聞社が日刊地域紙『網走新聞』を発行していたが、火災による社長の死去によって2004年7月に廃刊となった。
このため地元経済界が後押しして、網走市内でフリーペーパー『網走広報』を発行する株式会社網走広報社社長の佐々木英之が、同年10月、網走市駒場南1丁目1-6の本社内に株式会社網走タイムズ社を設立した。
同社は編集責任者として元北海タイムス編集局長の伊藤弘毅を招き、旧・網走新聞社の記者など6人を雇用。『網走広報』の印刷機を使用して2004年11月1日に『網走タイムズ』を創刊した。